# 王宪 (1954年6月)
王宪（1954年6月—），北京人，北京大学医学部生理学与病理生理学系教授，研究方向为慢性炎症与动脉粥样硬化和代谢性血管病变、内源性血管活性物质对心血管的保护作用及其机制、细胞外基质及基质水解酶在血管重塑中的作用。中华人民共和国教育部第三批“长江学者”特聘教授。主持心血管国家重点基础研究发展规划“973”子项目等多个重点学术科研项目、兼任中国生理学会常务理事，《生理科学进展》常务编委、发表百余篇论文，获得中国青年科学家奖等多个奖项。

## 生平
- 1976年9月-1980年1月，就读于北京医科大学医疗系学生；1982年9月-1985年6月，硕士就读于北京医科大学病理生理专业；
- 1986年至1994年间，先后在芝加哥劳约拉大学医学院生理系和肯塔基州立大学医学院生理和生物物理系工作。曾在芝加哥劳约拉大学医学院免疫系和生理系攻读博士后；
- 1992年在北京医科大学获得生理学博士学位；
- 1988年3月至今，在北京医科大学第三医院血管医学研究所工作，后任副所长；
- 2000年3月至今，在北京大学医学部生理学与病理生理学系任教授。[4]